# J. Michael Straczynski
Joseph Michael Straczynski (Paterson, 17 de julho de 1954) é um premiado escritor e produtor de televisão estadunidense.
Straczynski é formado em psicologia e sociologia pela San Diego State University, onde se destacou por suas frequentes contribuições para um jornal editado por alunos. Atualmente reside em Los Angeles, na California.[carece de fontes?]

## Carreira

### Quadrinhos
JMS, como é popularmente conhecido, está muito envolvido com a indústria de quadrinhos. Em 1999, a Image Comics publicou a primeira série de quadrinhos idealizada por Straczynski: Rising Stars: Estrelas Ascendentes. Além desse título, a Image lançou também Midnight Nation.
Além desses títulos, Straczynski foi roteirista de Thor, Superman e autor da série Poder Supremo, para o selo Marvel Max.

### Televisão
Ele foi o autor, produtor executivo e roteirista da série de TV Babylon 5. Junto às irmãs Wachowski, criou a série Sense8, para a Netflix.